# Liste der Monuments historiques in Bethon
Die Liste der Monuments historiques in Bethon führt die Monuments historiques in der französischen Gemeinde Bethon auf.

## Liste der Immobilien
| Bezeichnung      | Beschreibung           | Standort               | Kennzeichnung | Schutzstatus | Datum | Bild           |
| ---------------- | ---------------------- | ---------------------- | ------------- | ------------ | ----- | -------------- |
| Kirche St-Serein | ab dem 15. Jahrhundert | Rue de l’Église (Lage) | PA00078591    | Inscrit      | 1927  | weitere Bilder |

## Liste der Objekte
| Bezeichnung                   | Beschreibung                           | Standort                       | Kennzeichnung | Schutzstatus | Datum | Bild |
| ----------------------------- | -------------------------------------- | ------------------------------ | ------------- | ------------ | ----- | ---- |
| Wandgemälde                   | aus dem 16. Jahrhundert                | in der Kirche St-Serein (Lage) | PM51002751    | Inscrit      | 1978  |      |
| Skulptur Heiliger Serenus     | Stein, farbig gefasst, 15. Jahrhundert | in der Kirche St-Serein (Lage) | PM51002748    | Inscrit      | 1978  |      |
| Skulptur eines Heiligen       | Holz, farbig gefasst, 18. Jahrhundert  | in der Kirche St-Serein (Lage) | PM51002750    | Inscrit      | 1978  |      |
| Skulptur Christus in der Rast | Stein, farbig gefasst, 17. Jahrhundert | in der Kirche St-Serein (Lage) | PM51000088    | Classé       | 1979  |      |
| Skulptur eines Mönches        | Holz, farbig gefasst, 17. Jahrhundert  | in der Kirche St-Serein (Lage) | PM51002749    | Inscrit      | 1978  |      |